# سانتانا (بازیکن فوتبال)
انریکخ گودس دا سیلوا (به پرتغالی: Henrique Guedes da Silva) معروف به سانتانا (Catanha) بازیکن فوتبال در پست مهاجم اهل برزیل است که در شهر ریسیف و در تاریخ ۶ مارس ۱۹۷۲ به دنیا آمده‌است.

## باشگاهی
سانتانا در تیم فوتبال فلومیننزه، باشگاه فوتبال سنترو اسپورتیوو آلاگوانو، بلننسس، Leganés,
مالاگا، سلتاویگو، بلننسس، اتلتیکو مینیرو و باشگاه فوتبال سنترو اسپورتیوو آلاگوانو سابقهٔ حضور دارد.

## تیم ملی
وی همچنین در تیم ملی فوتبال اسپانیا بازی کرده است.